# Give (stacja kolejowa)
Give (duń: Give Station) – stacja kolejowa w Give, w regionie Dania Południowa, w Danii. Jest obsługiwana przez pociągi Danske Statsbaner. 